# En mai, fais ce qu'il te plaît (film, 2015)
Pour les articles homonymes, voir En mai, fais ce qu'il te plaît.
Pour plus de détails, voir Fiche technique et Distribution.
En mai, fais ce qu'il te plaît est un film français réalisé par Christian Carion et sorti en 2015.

## Synopsis
En mai 1940, plusieurs millions de personnes quittent le nord de la France afin d'échapper à l'invasion allemande. Parmi eux, un Allemand ayant fui son pays part à la recherche de son fils et s'est échappé de justesse de la prison d'Arras grâce à l'aide d'un Anglais.

## Fiche technique
Sauf indication contraire, les informations mentionnées dans cette section peuvent être confirmées par la base de données cinématographiques IMDb,  présente dans la section « Liens externes ».
- Titre original : En mai, fais ce qu'il te plaît
- Réalisation : Christian Carion
- Scénario : Andrew Bampfield, Christian Carion et Laure Irrmann
- Costumes : Sandrine Langen
- Photographie : Pierre Cottereau
- Musique : Ennio Morricone
- Superviseur musical : Pascal Mayer
- Montage : Laure Gardette
- Production : Philip Boëffard, Christophe Rossignon
- Sociétés de production : Nord-Ouest Films ; coproduit par Pathé et SOFICA (Cofinova 11 et SofiTVciné 2)
- Distribution : Pathé Distribution (France)
- Budget : 15,2 millions d'euros[1]
- Pays de production :  France
- Langues originales : français, anglais, allemand
- Genre : guerre, drame
- Durée : 114 minutes
- Date de sortie :
  - France : 4 novembre 2015

## Distribution
- August Diehl : Hans
- Olivier Gourmet : Paul
- Mathilde Seigner : Mado
- Alice Isaaz : Suzanne
- Matthew Rhys : Percy
- Joshio Marlon : Max
- Thomas Schmauser (de) : Arriflex, le documentariste allemand
- Laurent Gerra : Albert
- Jacques Bonnaffé : Roger
- François Godard : Edmond

## Production

### Genèse et développement
Le scénario est inspiré de l'exode de 1940 en France. En mai de la même année, l'armée allemande envahit la Belgique puis la France en passant par les Ardennes. Huit millions de Français quittent alors leur foyer pour migrer vers le sud.
Le producteur Christophe Rossignon est un collaborateur de longue date du réalisateur Christian Carion : il a produit chacun de ses longs métrages depuis son premier, Une hirondelle a fait le printemps. L'ensemble des producteurs et les sociétés Pathé et Nord Ouest films ont alloué à Christian Carion et son équipe un budget de 15,2 millions d'euros, soit le cinquième plus gros budget du cinéma français en 2015.
Pour écrire le scénario, Christian Carion s’est en partie inspiré de l’histoire de sa mère  à qui il dédie son film. Originaire de la ville de Cambrai, dans le Nord, celle-ci a pris la route de l'exode le 17 mai, comme les 8 millions de Français qui ont fui l’armée allemande, en mai 1940. Alors que le maréchal Pétain les assimilaient à des « fuyards », Carion estime au contraire qu’ils sont des « oubliés de l’histoire officielle », auxquels le cinéma s’est peu intéressé.
Afin de coller au mieux à la réalité historique, le réalisateur a recueilli de nombreux autres récits de personnes ayant vécu l’évènement. Il a pu les obtenir en lançant un appel à témoins, qui se présentait comme ceci : 
« J'ai besoin de vous, de vos témoignages sur ces semaines où tout a basculé. Ce film sera le vôtre en quelque sorte car j'essaierai de me nourrir le mieux possible de ce que vos anciens ou vous-même avez gardé en mémoire ».

### Attribution des rôles
En mai, fais ce qu'il te plaît marque la deuxième collaboration entre Christian Carion et Mathilde Seigner, après Une hirondelle a fait le printemps. Le réalisateur retrouve également August Diehl et Thomas Schmauser (de), qu'il avait précédemment dirigés dans Joyeux Noël. Ceux-ci sont d'origine allemande, comme les personnages qu'ils interprètent à l'écran. Matthew Rhys, lui, joue le rôle d'un soldat écossais, alors qu'il est en réalité originaire du Pays de Galles.

### Tournage
Le tournage se déroule à l'été 2014 dans le Nord-Pas-de-Calais, notamment sur les routes situées aux alentours de village de Lebucquière, dans lequel le réalisateur passa une partie de son enfance ou encore à Pas-en-Artois.

### Musique
Albums de Ennio Morricone
The Best Offer
(2013) Les Huit Salopards
(2015)
La musique du film est composée par Ennio Morricone et interprétée par l'orchestre Roma Sinfonietta. C'est le superviseur de la musique, Pascal Mayer, qui a contacté le « maestro » italien. Ironiquement, la monteuse Laure Gardette avait utilisé certaines anciennes compositions d'Ennio Morricone pour le pré-montage. Lorsque ce dernier a vu ce montage, il a déclaré « le film est superbe, vous devriez acheter ces musiques ! » Le réalisateur et le superviseur musical Pascal Mayer ont finalement réussi à le convaincre en se rendant chez lui, à Rome.
| Liste des titres | Liste des titres                  | Liste des titres | Liste des titres | Liste des titres | Liste des titres | Liste des titres | Liste des titres | Liste des titres | Liste des titres |
| No               | Titre                             | Durée            |                  |                  |                  |                  |                  |                  |                  |
| ---------------- | --------------------------------- | ---------------- | ---------------- | ---------------- | ---------------- | ---------------- | ---------------- | ---------------- | ---------------- |
| 1.               | En mai                            | 8:55             |                  |                  |                  |                  |                  |                  |                  |
| 2.               | L’étau se resserre                | 3:58             |                  |                  |                  |                  |                  |                  |                  |
| 3.               | Ils resteront trois               | 5:05             |                  |                  |                  |                  |                  |                  |                  |
| 4.               | Traverser la guerre               | 1:54             |                  |                  |                  |                  |                  |                  |                  |
| 5.               | Tout laisser                      | 2:50             |                  |                  |                  |                  |                  |                  |                  |
| 6.               | Ils arrivent                      | 3:39             |                  |                  |                  |                  |                  |                  |                  |
| 7.               | Respirations                      | 4:06             |                  |                  |                  |                  |                  |                  |                  |
| 8.               | Tous ensemble                     | 2:38             |                  |                  |                  |                  |                  |                  |                  |
| 9.               | Et même les animaux sont avec eux | 4:37             |                  |                  |                  |                  |                  |                  |                  |
| 10.              | À la recherche de la paix         | 6:29             |                  |                  |                  |                  |                  |                  |                  |
| 44:11            |                                   |                  |                  |                  |                  |                  |                  |                  |                  |

Autres morceaux présents dans le film
- Amour du mois de Mai – Édith Piaf[7]
- Menilmontant – Ray Ventura
- Vous qui passez sans me voir – Jean Sablon
- Quel beau jour pour moi – Jean Sablon
- No.4, Ständchen From Schwanengesang D.957 – Franz Schubert chanté par Fritz Wunderlich
- Serenade, Lied From Schwanengesang D.957 – Franz Schubert